# Лессі Лу Агерн
Ле́ссі Лу А́герн (англ. Lassie Lou Ahern; нар. 25 червня 1920 — 15 лютого 2018) — американська кіно- і телеакторка.

## Рання кар'єра
Лессі Лу Агерн народилася 25 червня 1920 року в Лос-Анджелесі, Каліфорнія, США.
Акторську кар'єру розпочала у 1923 році, знявшись у німому фільмі Гарольда Роуча «Поклик предків», у якому також невеличку роль зіграла її сестра — Пеґґі Агерн. Батько Пеґґі та Лессі Лу вирішив віддати дівчаток в шоу-бізнес після поради відомого актора Вільяма Роджерса.
Після цього Лессі Лу Агерн знялася в декількох епізодах серіалу «Наша банда» (англ. Our Gang) виробництва кінокомпанії Гарольда Роуча Hal Roach Studios.
1927 року Лессі Лу Агерн узяла участь у кастингу на роль Маленького Гаррі у фільмі «Хатина дядька Тома» кінокомпанії Universal Studios, й, обійшовши конкурентів-хлопців, перемогла. Не дивлячись на цей успіх, її дитяча акторська кар'єра завершилася в цьому ж році, і фільм «Маленький Міккі Ґроґан» (англ. Little Mickey Grogan) став останнім німим фільмом з її участю та єдиним фільмом, де вона зіграла головну роль.

## Подальша кар'єра
1932 року Лессі Лу спільно зі своєю сестрою Пеґґі організували дует The Ahern Sisters. Виступи дуету проходили в нічних клубах та готелях і включали танці, співи, гру на музичних інструментах. Пізніше Лессі Лу працювала вчителем танців, й у неї брало уроки багато зірок. У 1970-х вона кілька разів з'явилась у телевізійному шоу «Дивна парочка».

## Вибрана фільмографія
- Поклик пращурів (1923)
- День дербі (1923)
- Наша банда (1924)
- Темний янгол (1925)
- Величезні блохи (1926)
- Заборонена жінка (1927)
- Хатина дядька Тома (1927)
- Маленький Міккі Гроган (1927)
- Місто зниклих дівчат (1941)
- Містер Біг (1943)
- Газове світло (1944)
- Патрік Великий (1945)